# Discocerina obscurella
Discocerina obscurella är en tvåvingeart som först beskrevs av Fallen 1813.  Discocerina obscurella ingår i släktet Discocerina och familjen vattenflugor. Arten är reproducerande i Sverige. Inga underarter finns listade i Catalogue of Life.